# Ivo Dargoltz
Ivo Dargoltz es un deportista argentino que compite en judo. Ganó una medalla de bronce en el Campeonato Panamericano de Judo de 2025, en la categoría de –100 kg.

## Palmarés internacional
| Campeonato Panamericano | Campeonato Panamericano | Campeonato Panamericano | Campeonato Panamericano |
| Año                     | Lugar                   | Medalla                 | Categoría               |
| ----------------------- | ----------------------- | ----------------------- | ----------------------- |
| 2025                    | Santiago (Chile)        | Medalla de bronce       | –100 kg                 |